# 화성시의회
화성시의회는 경기도 화성시 지역을 관할하는 기초의회이다.